# Banksia littoralis
Banksia littoralis är en tvåhjärtbladig växtart som beskrevs av Robert Brown. Banksia littoralis ingår i släktet Banksia och familjen Proteaceae. Inga underarter finns listade i Catalogue of Life.